# Addio Musetto
Addio Musetto è un film muto italiano del 1921 diretto da Gennaro Righelli.